# Yves Desmarets
Yves Hadley Desmarets (París, Francia, 19 de julio de 1979) es un exfutbolista francés, de padres haitianos. Jugaba de centrocampista zurdo y su último equipo fue el PTT Rayong FC de la Liga Premier de Tailandia.

## Trayectoria

### Carrera profesional
Tras militar en modestos equipos amateurs franceses, en 2006 dio el salto al fútbol profesional fichando por el Vitória Sport Clube, por entonces en la Segunda División de Portugal. En su primera temporada en el país luso logró el ascenso a la Primera División.
Permaneció en el Vitória dos temporadas más, sumando un total de 87 encuentros y ocho goles en la máxima categoría, además de cuatro partidos en la Copa de la UEFA. Tras finalizar su contrato, la temporada 2010/11 fichó por el Deportivo de La Coruña.
Regresó a Portugal en el 2012 donde militó para el Belenenses.

#### Palmarés
- Segunda División de Portugal (1): 2012-2013

### Selección nacional
El 8 de junio de 2013 debuta con la selección de Haití perdiendo 1-2 contra la selección de España. Disputó la Copa de Oro de la Concacaf 2013 en Estados Unidos donde su selección fue eliminada en la primera ronda.

## Clubes
| Club                   | País      | Año       | Partidos | Goles |
| ---------------------- | --------- | --------- | -------- | ----- |
| JS Villiers-le-Bel     | Francia   | 1998−1999 | ¿?       | ¿?    |
| AAS Sarcelles          | Francia   | 1999−2000 | ¿?       | ¿?    |
| Garges-lès-Gonesse FCM | Francia   | 2000−2001 | ¿?       | ¿?    |
| Saint-Denis FC         | Francia   | 2001−2002 | ¿?       | ¿?    |
| FC Les Lilas           | Francia   | 2002−2003 | 2        | 0     |
| Red Star FC 93         | Francia   | 2003−2004 | ¿?       | ¿?    |
| Poissy Football 78     | Francia   | 2004−2005 | 20       | 1     |
| Red Star FC 93         | Francia   | 2005−2006 | ¿?       | ¿?    |
| Vitória SC             | Portugal  | 2006−2010 | 109      | 10    |
| Deportivo de La Coruña | España    | 2010-2011 | 12       | 0     |
| Kerkyra FC             | Grecia    | 2011-2012 | 0        | 0     |
| Belenenses             | Portugal  | 2012-2013 | 28       | 8     |
| PTT Rayong FC          | Tailandia | 2014      | 23       | 7     |